# وارهم سنتر (ماساچوست)
وارهم سنتر (به انگلیسی: Wareham Center) یک منطقهٔ مسکونی در ایالات متحده آمریکا است که در شهرستان پلیموث، ماساچوست واقع شده‌است. وارهم سنتر ۵٫۱ کیلومتر مربع مساحت و ۲٬۸۹۶ نفر جمعیت دارد و ۱۱ متر بالاتر از سطح دریا واقع شده‌است.